# Маслятин (гора)
Масля́тин — гора заввишки 398 м, розташована у Кременецькому районі Тернопільскої області України. Входить до складу національного парку «Кременецькі гори».

## Загальна інфромація
Типове ерозійне утворення, що майже повністю позбавлене ознак рівнинно-пластового рельєфу. Є численні понори, карстові колодязі, ніші, карнизи, печери завдовжки десятки і сотні метрів, утворені внаслідок значного розвитку карстово-суфозійних явищ у сармат. піскуватих оолітових вапняках на вершинах гір. Нижня і середня частина схилів вкриті штучними деревними насадженнями. Лісистість становить близько 20 %.
Гора Маслятин займає найбільшу площу НПП «Кременецькі гори» (634 га), яка розташована 8 км на південний захід від центру Кременця. Вона багата ендемічною та реліктовою рослинністю. Неабияку цінність гори Маслятин становлять ділянки букових лісів. Ендеміками тільки Кременецьких гір є мінуарція побільшена та юринея товстосім'янкова й вузьколокальний ендемік і реліктовий вид — береза Клокова. Місця зростання якої — вапнякові скелі, вапняково-піщані. Локальні популяції нечисленні (понад 20 дерев), зменшуються. Зміна чисельності відбувається через природне згасання виду, обмеженість ареалу, слабке насіннєве відновлення.

## Рослинний світ
На території гори виявлено такі види: авринія скельна, анемона лісова, скорозинера пурпурова, журавець кривавий, півники угорські, сонцецвіт звичайний, кропива жалка.
Дерева представлені в основному сосною звичайною. З широколистяних видів трапляються бук, граб звичайний, дуб звичайний, береза, ліщина звичайна тощо. Вузьколокальним ендеміком, реліктом та видом Червоної книги є береза Клокова.

## Тваринний світ
Птахи представлені такими видами: зяблик, шпак, кропив'янка, повзик, дрізд чорний, ластівка сільська, припутень та інші менш рідкісні види.